# Gletsjernes tilbagetrækning siden 1850
Gletsjernes tilbagetrækning siden 1850 har betydet ændringer i mængden af ferskvand tilgængelig for dyr og planter, som lever af smeltevand, samt til menneskers husholdninger, landbrugets kunstvanding, og på længere sigt vandstanden i verdenshavene. Det sammenfald, videnskabsfolk har påvist mellem gletsjernes tilbagetrækning og atmosfærens forøgede indhold af drivhusgasser, udlægges af mange som endnu et tegn på global opvarmning. Nogle af de største tilbagetrækninger af gletsjere ses i Himalaya i Asien, Alperne i Europa, Rocky Mountains og Cascade Range i USA, den sydlige del af Andesbjergene i Sydamerika, foruden Kilimanjaro i Afrika.
En gletsjers massebalance er et regnskab som viser hvordan gletsjeren har det. Hvis mængden af sne som tilføres gletsjerens øvre del overstiger mængden af smeltevand som fjernes fra gletsjerens nedre del, er massebalancen positiv og gletsjeren vil rykke frem. Hvis mængden af tilført sne er mindre end mængden af fjernet smeltevand, er massebalancen negativ og gletsjeren vil rykke tilbage.
Under den lille Istid fra omkring 1550 til 1850 var Jordens klima koldere end i dag. Så blev det noget varmere, og frem til omkring 1940 trak de fleste gletsjere sig tilbage. Mellem 1950 og 1980 var det igen lidt koldere, og tilbagetrækningen gik i stå, eller blev ligefrem afløst af fremrykning.
Siden 1980 har en voldsom global opvarmning ført til hastig tilbagetrækning af gletsjere i alle klodens egne, og visse gletsjere er nu helt forsvundet, mens andres eksistens er truet. Specielt i de sydlige Andesbjerge og i Himalaya vil dette kunne føre til vandmangel.
Den kraftige tilbagetrækning, som ses ved gletsjere i alle verdensdele, stemmer overens med de globale temperaturstigninger som er målt siden slutningen af 1800-tallet. Den stadigt hastigere gletsjertilbagetrækning, man siden 1995 har observeret i både Grønland og det vestlige Antarktis, kan være varsel om et stigende havniveau, som vil komme til at påvirke alverdens kystegne.

## Tilbagetrækningens følger
Når gletsjerne skrumper, vil det kunne mærkes på en række områder. I egne hvor vandforsyningen er baseret på den smeltevand, gletsjerne afgiver om sommeren, vil en fortsat tilbagetrækning mindske eller helt standse tilførslen af vand. Den vandmængde, som kan opsamles i inddæmmede reservoirer og bruges til kunstvanding af afgrøder eller energiproduktion, vil falde. I Sydamerika kommer en meget stor af vand til overrisling fra kunstige søer, som opsamler smeltevand. I Centralasien er mange lande ligeledes afhængige af smeltevand til overrisling og som drikkevand. I Norge, Alperne og det nordvestlige Nordamerika er smeltevand vigtig for hydroelektrisk energiproduktion.
I Alperne forsøger man visse steder at modvirke gletsjernes tilbagetrækning, og de østrigske gletsjere Stubai og Pitztal, som benyttes til skisport, er således blevet delvist dækket med plastic, en teknik som også benyttes i Schweiz. Selvom plasticoverdækning af gletsjere kan være effektivt i lille skala, som fx til skiløjper, er det formentlig ikke økonomisk muligt i større skala.
Mange dyre- og plantearter, både de som lever i ferskvand og saltvand, har brug for den smeltevand, som gletsjere leverer, idet de har tilpasset sig et liv i koldt vand. Visse fiskarter, fx laks og forel, kan kun yngle kun i koldt vand, og mindre tilførsel af smeltevand vil gøre det vanskeligt for dem at klare sig. Reduced glacial runoff can lead to insufficient stream flow to allow these species to thrive. Ændrede havstrømme som følge af øget afsmeltning fra gletsjere vil omvendt kunne påvirke den termohaline cirkulation i verdenshavene, hvilket igen kan ændre saltvandsfiskenes livsbetingelser og mulighederne for fiskeri.
Store mængder smeltevand kan fremkalde jøkelløb, når gradvist opstemmede vandmængder i søer bag eller under gletsjeren får gletsjeren til at give efter, så vandet pludselig bryder sig vej nedad, med voldsomme oversvømmelser og ødelæggelse til følge. Smeltevand fra gletsjere som trækker sig tilbage, kan opsamles bag de voldformede morænerygge, som gletsjeren tidligere har skubbet op foran sig, og bliver vandtrykket på moræneryggen for stort, eller indtræffer der jordskælv eller jordskred i området, kan ryggen give efter, så vandet strømmer ud. Faren for sådanne hændelser vokser i takt med, at der frigøres mere og mere smeltevand pga gletsjernes tilbagetrækning. Specielt udsatte for disse oversvømmelser er byer og bebyggelser i bunden af dale med stejle sider. I 1892 frigjorde et jøkelløb 200.000 m3 vand fra søen ved Tête Rousse-gletsjeren i de franske alper, hvorved 200 mennesker i den nærliggende by Saint-Gervais-les-Bains omkom.
Den største mængde gletsjeris findes i de kolossale isdækker i Grønland og Antarktis, og hvis denne is for alvor begynder at smelte tilbage, vil det få verdenshavenes vandstand til at stige markant; hvis al denne is smelter, vil havene stige omkring 70 m. Tidligere mente man ikke (ifølge en IPCC-rapport fra 2007), de polare isdækker bidrog i særlig grad til det stigende havspejl, men nye undersøgelser har fastslået at afsmeltning fra Grønland og Antarktis hver bidrager med omkring 5 mm årligt til havspejlsstigningen. IPCC-rapporten tog ikke højde for de meget hastige nedsmeltninger af isdækker, man har været vidne til de senere år,[kilde mangler] men nye undersøgelser fastsætter havspejlsstigningen frem mod år 2100 til omkring 0,8 m.